# Agenten leben einsam
Agenten leben einsam (Originaltitel: Bed & Breakfast) ist eine Krimi-Komödie mit Roger Moore aus dem Jahr 1992. Regie führte Robert Ellis Miller.

## Handlung
Im kleinen Küstenort Peelers Point im US-Bundesstaat Maine führt die verwitwete Claire gemeinsam mit ihrer Schwiegermutter Ruth und der Tochter Cassie eine kleine Pension.
Bei einem morgendlichen Spaziergang stößt Tochter Cassie auf einen bewusstlosen Mann am Strand, der James Bond ähnelt. Der bewusstlose Mann wird von den Frauen verpflegt, und da er scheinbar das Gedächtnis verloren hat, wird er auch als Mitbewohner aufgenommen. Tochter Cassie tauft den namenlosen Mann auf den Namen Adam. Doch Adam hat keineswegs sein Gedächtnis verloren: Er beabsichtigt lediglich, sich bei den Frauen vor den Handlangern eines Bankers zu verstecken, die ihn umbringen wollen. Derweil kommt es auch zu einer Krise zwischen den Frauen, weil alle mit Adam zusammenkommen wollen.
Jedoch haben die Killer herausgefunden, wo Adam sich aufhält, und es gelingt ihnen, die drei Frauen in ihre Gewalt zu bringen. Das lässt Adam nicht auf sich sitzen, und es gelingt ihm, sein neues Zuhause gegen die Killer zu verteidigen.

## Soundtrack
Am 1. Juli 1993 wurde die Filmmusik von David Shire auf CD veröffentlicht. Der Soundtrack erhält folgende Stücke:
01. Main Title / Cassie’s Toccata
02. Claire Remembers Blake
03. After-dinner Concert / Amos, Roth & Lobsters
04. Renovation Montage
05. What Cassie Knows / Renovation Montage II
06. Chalk Talk / Beach Walk
07. Summer Solstice
08. Rowboat Scene
09. Heart To Heart
10. Where’s Adam / Attic Scene / Decision Montage
11. Claire Sailing
12. End Credits From Bed & Breakfast

## Hintergrund
- Agenten leben einsam war der letzte Film von Colleen Dewhurst.
- Der Film wurde 1989/90 am York Beach, Maine gedreht.

## Kritik
„Dem Verleihtitel zum Trotz kein Agenten-Thriller, sondern eine romantische Komödie über Gefühlsverwirrungen und Generationsklüfte, die insgesamt eher belanglos bleibt.“

„Bedingt komisch: 007 als Witzfigur.“

„Ex-Bond Roger Moore […] und ‚Rocky‘-Gattin Talia Shire […] in einer ansprechend menschlichen Krimikomödie. Die Regiearbeit von Robert Ellis Miller […] besticht durch heitere Gelassenheit, kann durchaus mit Action aufwarten und gibt Moore einmal mehr Gelegenheit, als charmanter Hahn im Korb zu brillieren.“

## Synchronisation
| Rolle    | Darsteller       | Synchronsprecher        |
| -------- | ---------------- | ----------------------- |
| Adam     | Roger Moore      | Niels Clausnitzer       |
| Claire   | Talia Shire      | Almut Eggert            |
| Ruth     | Colleen Dewhurst | ?                       |
| Cassie   | Nina Siemaszko   | Dorette Hugo            |
| Amos     | Ford Rainey      | Friedrich W. Bauschulte |
| Randolph | Stephen Root     | Jürgen Kluckert         |